# Australian Men's Clay Court Challenger
L'Australian Men's Clay Court Challenger è stato un torneo professionistico di tennis giocato nel 2004 e 2005 su campi in terra rossa a Canberra in Australia. Faceva parte dell'ATP Challenger Series.

## Albo d'oro

### Singolare
| Anno | Campione       | Finalista            | Punteggio |
| ---- | -------------- | -------------------- | --------- |
| 2005 | Chris Guccione | Lars Übel            | 7–5, 6–1  |
| 2004 | Peter Luczak   | Juan Pablo Brzezicki | 6–2, 6–1  |

### Doppio
| Anno | Campioni                        | Finalisti                         | Punteggio   |
| ---- | ------------------------------- | --------------------------------- | ----------- |
| 2005 | Richard Fromberg Chris Guccione | Werner Eschauer Vasilīs Mazarakīs | 6–1, 6–2    |
| 2004 | Łukasz Kubot Zbynek Mlynarik    | Stephen Huss Peter Luczak         | 7–6(3), 6–2 |